# Ducado de Estonia
El ducado de Estonia (en sueco: Hertigdömet Estland; en estonio: Eestimaa hertsogkond) o Estonia sueca (en sueco: Svenska Estland) fue un dominio integrante del Imperio sueco entre los años 1561 y 1721, momento en el que fue cedido a Rusia por el tratado de Nystad. Durante el dominio ruso, cuando la situación de los campesinos estonios se deterioró gravemente, el ducado empezó a ser recordado por el pueblo estonio como los buenos viejos tiempos de Suecia (en estonio: vana hea Rootsi aeg).

## Historia
Durante la Baja Edad Media la Orden teutónica controlaba el territorio de la Antigua Livonia (oficialmente, Terra Mariana), donde había establecido cuatro obispados y un Estado. A comienzos del siglo XVI el dominio teutónico se desmoronó, a causa de la secularización impuesta por la reforma de 1525, durante la guerra de Livonia en 1560. Instalada en la inseguridad, la ciudad de Reval negoció un acuerdo de vasallaje con el imperio sueco, firmado finalmente en 1561, lo que tras su integración en el imperio le permitió conservar su aristocracia, así como amplios privilegios y autogobierno. Ya mediante acuerdo o conquista, Reval y las regiones livonas del condado de Harju, el de Lääne-Viru, de Rapla y de Järva, cuyas fronteras coinciden se circunscriben aproximadamente a la actual Estonia, pasaron a integrar el ducado de Estonia, dominio vasallo de los suecos. En 1581 Suecia conquistó el condado de Lääne, que se unió al territorio.
La adquisición sueca de Livonia creó grandes tensiones en torno al mar Báltico, comenzando una guerra por el control regional en 1563. Durante el tercer cuarto del siglo XVI la realeza sueca vivió situaciones convulsas y el imperio desastres militares. En ese contexto, Rusia atacó al ducado estonio, pero no consiguió apoderarse de él debido a la intervención de Polonia, que a su vez atacó a los rusos. En 1587 llegó al trono de Polonia Segismundo III Vasa, creándose la República de las Dos Naciones, que aunaba a los suecos y a los polacos. Lejos de borrar las tensiones entre ambas naciones por Estonia, la disputa por el ducado se convirtió en una de sus grandes diferencias.
El fin del dominio sueco de Estonia ocurrió durante el reinado de Carlos XII de Suecia quien, durante la Segunda Guerra del Norte, permitió que los rusos, liderados por el zar Pedro el Grande, ocuparan Estonia. En 1721, tras la Paz del Norte (1719-1720), los suecos aceptan ceder diversos territorios definitivamente, entre los que se encontraba el ducado de Estonia, que pasó a ser dominio ruso. Posteriormente, el territorio ocupado por del ducado permaneció prácticamente inalterado hasta 1917, bajo las formas de gobernación y provincia.